# Generalkommando 52
Das Generalkommando z. b. V. Nr. 52 (zeitweilig auch als „Donau-Armee“ bezeichnet) war ein Großverband der Armee des Deutschen Kaiserreiches im Ersten Weltkrieg.

## Geschichte

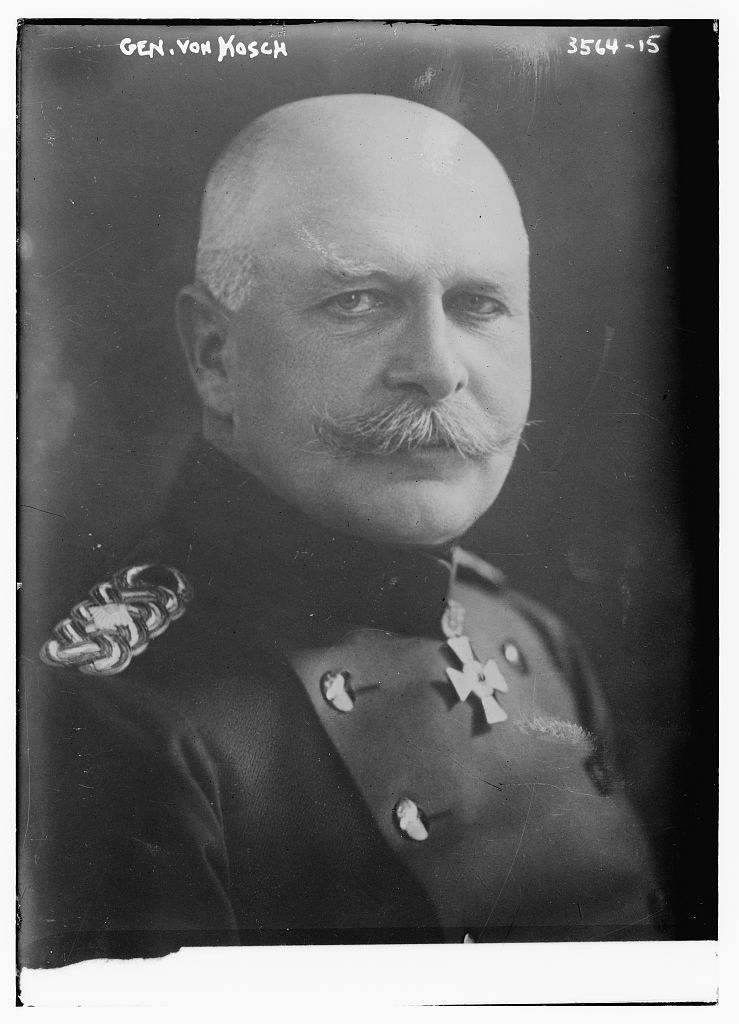
General der Infanterie Robert Kosch

Am 28. August 1916 erfolgte die Ernennung von General der Infanterie Robert Kosch zum Führer des neugebildeten Generalkommandos (z. b. V.) Nr. 52, mit dem er im bulgarischen Donauraum zum Schutz gegen die ebenfalls in den Krieg eingetretenen Rumänen eingesetzt wurde. Am 23. und 24. November 1916 gelang Truppen unter August von Mackensen der Donauübergang bei Swischtow. Mit Hilfe österreichischer Pionierkräfte wurde die neugebildete Donau-Armee (Generalkommando 52) mit der 217. Infanterie-Division, der kombinierten Kavallerie-Division (General Hans von der Goltz) und der bulgarischen 1. und 12. Division über den Fluss gebracht. Bereits am 25. November waren die Truppen der Mittelmächte im nördlichen Brückenkopf  bei Zimnicea versammelt; als Reserve diente die nachgeführte türkische 26. Division. Die Donau-Armee ging am 26. November über den Teleorman und begann ihren Vormarsch auf Bukarest. Am 28. November kam es beim Ort Prunaru zum ersten Zusammenstoß mit rumänischen Truppen.
In der mehrtägigen Schlacht am Argesch, Ende November bis Anfang Dezember 1916, wurden die Rumänen im Zusammenwirken mit der rechtzeitig eingreifenden Gruppe „Kühne“ besiegt und die rumänische Hauptstadt Bukarest eingenommen, womit der Zusammenbruch der rumänischen West- und Nordwestfront besiegelt war. Die Truppen unter General Kosch konnten am 5. Januar 1917 Brăila besetzen und erreichten den unteren Sereth, wo der Stellungskrieg wieder einsetzte. Das Generalkommando hielt die Verbindung mit der am gegenüberliegenden Donau-Ufer stehenden bulgarischen 3. Armee unter General Neresow. Zur Verstärkung des Abschnittes am unteren Sereth waren dem als „Donau-Armee“ bezeichneten Generalkommando auch bulgarische und türkische Verbände (osmanisches VI. Korps) unterstellt.
Nach Auflösung der Donau-Armee im März 1918 nahm das Generalkommando 52 an der Besetzung der südlichen Ukraine und an Kämpfen gegen die Rote Armee teil. Die unterstellte 212. Infanterie-Division und 15. Landwehr-Division sicherten dabei Anfang November 1918 die Halbinsel Krim.
Nach dem Krieg wurde das Generalkommando im März 1919 im Rahmen der Freikorps in Litauen eingesetzt und bekämpfte im dortigen Bürgerkrieg die rote Armee im Raum Schaulen.

## Gliederung
Es handelte sich beim Generalkommando 52 um ein Generalkommando z. b. V. (Generalkommando zur besonderen Verwendung). Diese entstanden ab 1916 und waren reine Kommandostellen, die militärischen Einheiten wurden ihnen nach Bedarf zugeordnet.